# Catherine Alix-Panabières
Pour les articles homonymes, voir Alix.
Catherine Alix-Panabières, née le 8 octobre 1970 à Strasbourg, est une professeure de cancérologie et praticienne hospitalière. Elle est connue pour ses travaux sur la biopsie liquide.

## Biographie
Catherine Alix-Panabières est titulaire d’un doctorat de virologie. Chercheuse au Centre Hospitalier Universitaire de Montpellier (CHUM), elle dirige le Laboratoire des Cellules Circulantes Rares Humaines (LCCRH),. Elle est professeure à l’Université de Montpellier et possède une habilité à diriger les recherches.
Elle est membre du collège de l'Académie Nationale de Médecine.

## Recherches
Alix-Panabières est la co-inventrice du terme « biopsie liquide » avec le Professeur Klaus Pantel de l'University Medical Center Hamburg-Eppendorf (en). Ce terme fait référence à une analyse non-invasive des biomarqueurs circulants présents au sein de fluides biologiques tel que le sang afin d’effectuer un suivi plus simple du cancer,,. Elle ambitionne d'implémenter cette méthode en routine clinique afin d’offrir à chaque patient atteint de cancer un suivi personnalisé,.
Dans un article publié en 2015, elle décrit la mise en place et la caractérisation de la première lignée de cellules tumorales circulantes (CTCs) colique. Cette découverte représente une avancée scientifique majeure pour la caractérisation de cellules tumorales initiatrices de métastases à l’origine des progression tumorales chez les patients.
Nature reconnait, dans son édition de décembre 2020, que la biopsie liquide consiste en une découverte clé pour la compréhension du cancer de ses 20 dernières années et identifie Catherine Alix-Panabières comme un de ses principaux investigateurs.
La biopsie liquide est exposée à la grande exposition "CANCER" à la Cité des Sciences et de l'Industrie à Paris en 2022,,.
Elle est responsable du groupe de travail "Éducation et Dissémination" au sein de la société européenne de biopsie liquide. Ce groupe a pour vocation la promotion de l’utilisation de la biopsie liquide en pratique clinique au niveau européen de manière standardisée.

### Principaux travaux
Son laboratoire participe à des essais cliniques translationnelles pour l’étude des cellules tumorales circulantes (CTCs) dans les cancers solides. La validité clinique des CTCs ayant été démontrée dans le cancer du sein métastatique lors d’une étude européenne, son implémentation en pratique clinique nécessite plus d'études interventionnelles.
Son groupe a participé à la première étude interventionnelle permettant de démontrer l’utilité clinique de la détection des CTCs par biopsie liquide. L’étude en question est le STIC « CTC METABREAST ». Cette étude nationale est une évaluation médico-économique de l’utilisation des CTCs en aide au choix du traitement de cancers du sein hormono-dépendants métastatiques. Le coût pour l’état et la qualité de vie des patientes sont également évalués. Concernant la stratégie d’évaluation, un prélèvement de sang pour l’énumération des CTCs a été réalisé à l’inclusion (850 prélèvements analysés en tout) afin d’évaluer l’utilisation de l’information pronostique apportée par les CTCs sur le choix du traitement de 1re ligne (bras CTCs), en comparaison avec un bras n’utilisant pas l’information apportée par les CTCs (bras standard). Le type de chimiothérapie ou d’hormonothérapie est resté à la discrétion de l’investigateur dans les 2 bras.
Elle coordonne aujourd’hui un projet national de développement d’un test diagnostic précoce du cancer du pancréas assisté par intelligence artificielle.

### Brevet
Elle dépose en 2002 un brevet pour la détection de cellules tumorales circulantes vivantes par la technique EPISPOT. Un nouveau brevet est déposé en 2016 en collaboration avec l’ESPCI Paris offrant ainsi une optimisation technologique[source insuffisante].
Cette technologie, appelé EPIDROP (Epispot-in-a-DROP), permet d’avoir un nombre total de CTCs ainsi que la sous-population de CTCs fonctionnelles,,. Elle ambitionne d’aboutir à test que l’on pourrait qualifier d’oncogramme. Il permettrait de définir un traitement personnalisé au patient dans un délai très court par une décision rapide donnée par le clinicien.

## Distinctions
Elle reçoit le prix Gallet et Breton de l’Académie Nationale de Médecine en 2012 pour son travail sur la biopsie liquide.
En 2017 l’American Association for Cancer Research (en) lui remet un Award à Washington pour l’article scientifique le plus cité de 2015,.
En 2022, elle reçoit le prix Alexandr Savchuk lors des 15e Biennales Monégasque de Cancérologie pour sa contribution lors des 23 dernières années en biopsie liquide.